# Снєгов Михайло Георгійович
Михайло Георгійович Снєгов (12 листопада 1896 — 25 квітня 1960) — радянський воєначальник, генерал-майор (1950), учасник Першої Світової, Громадянської та Німецько-радянської війн. В 1941 році потрапив до німецького полону, після війни повернувся до СРСР і продовжив службу. У відставці з 1959 року.

## Біографія
Народився 12 листопада 1896 року у селі Мордвіново Московської губернії у селянській родині. Після закінчення гімназії у 1914 році був призваний по мобілізації до Російської імператорської армії. Брав участь у Першій Світовій війні. В 1916 році М.Г. Снєгов закінчив Олексіївське військове училище, дослужився до звання поручника та посади командира роти. У січні 1918 року вступив у Московську Червону гвардію, а в березні - у РСЧА. Брав участь у Громадянській війні у бойових діях проти військ О.М. Каледіна, П.М. Краснова, А.І. Денікіна та П.М. Врангеля. Дослужився до посади командира бригади.
Після війни, до 1927 року, М.Г. Снєгов займав посаду начальника штабу дивізії та корпусу в Московському військовому окрузі. В 1927-1939 роках працював у різних управліннях РСЧА, а в 1940 році був призначений командиром 8-го стрілецького корпусу (8 СК) Київського військового округу. 4 червня 1940 року йому було присвоєно звання генерал-майора.
З перших днів Німецько-радянської війни корпус на чолі М.Г. Снєгова брав участь у бойових діях. 22 червня 1941 року у складі 26-ї армії Південно-Західного фронту обороняв державний кордон СРСР. 23 червня корпус перейшов у контратаку та відбив захоплене німцями напередодні м. Перемишль, після чого утримував його до 26 червня. Після могутніх атак супротивника корпус змушений був відійти до м. Станіслава. У другій половині липня 1941 року 8 СК у складі 6-ї армії відступав під ударами німецьких військ на схід. 2 серпня у ході битви під Уманню корпус потрапив у оточення. 7 серпня в бою біля с. Лесозіно Київської області М.Г. Снєгов, отримавши поранення в ногу та контузію, був захоплений у полон. Спочатку проходив лікування у німецькому госпіталі, потім був вивезений до Німеччини, де утримувався у кількох таборах для військовополонених. 4 травня 1945 року був визволений американськими військами. Через радянську військову місію по репатріації у Парижі повернувся до СРСР, де після перевірки в органах НКВС був відновлений у кадрах РСЧА.
В 1947 році М.Г. Снєгов закінчив Вищі академічні курси при Військовій академії Генерального штабу, після чого зайняв посаду начальника тилу Архангельського військового округу. В 1949 році був призначений заступником командуючого військами округу по будівництву та розквартирування військ. В 1952 році був переведений до м. Харкова, де до 1959 року працював начальником військової кафедри Харківського інституту інженерів комунального будівництва. 31 жовтня 1959 року був звільнений у відставку по хворобі. 25 квітня 1960 року помер у м. Харкові.

## Нагороди
- Орден Леніна
- 4 ордени Червоного Прапору
- Медаль «XX років Робітничо-Селянській Червоній Армії»[1].